# Nonsenshumor
Nonsenshumor är en typ av humor som inte går ut på att det sagda eller gjorda egentligen är särskilt roligt, men sättet det framförs på, till exempel genom ständiga upprepningar av en replik som egentligen inte hör till sammanhanget, gör att saken ändå lockar till skratt. Ett klassiskt exempel är Martin Ljungs Fingal Olsson-sketch.
Den ofta muntligen framförda nonsenshumorn kan i vissa avseenden jämföras med nonsenslitteratur i skriven form, men humorn är oftare framförd just för att underhålla medan litterärt nonsens också kan ha allvarligare syften. Några kända inom nonsenshumorn är bland annat iDubbbztv, Maxmoefoe och Filthy Frank